# Porto Corallo
Porto Corallo è una frazione del comune di Villaputzu, nella città metropolitana di Cagliari.
Si tratta di una località turistica sulla costa, dotata di un porto turistico e attrezzature ricettive.
La torre di Porto Corallo nel XV secolo faceva parte del sistema di avvistamenti difensivi del territorio contro i Saraceni.